# Meriam Ishagová
Meriam Ibrahim Ishagová (* 1986 nebo 1987) je súdánská lékařka, která byla v květnu 2014 během těhotenství na základě islámského práva šaría odsouzena k trestu smrti oběšením. Odmítla se totiž zříci své křesťanské víry a přestoupit k islámu. Místní soud ji také odsoudil ke stu ran bičem za to, že uzavřela manželství s křesťanem.
Dne 23. června 2014, zhruba měsíc poté, co ve vězení porodila dceru, byla obvinění zproštěna a propuštěna. O měsíc později odcestovala do Itálie, kde se setkala s politiky i papežem Františkem.

## Život
Meriam se narodila muslimskému otci, který však v jejím útlém dětství rodinu opustil. Vychovala ji tak její matka, která je ortodoxní křesťanka pocházející z Etiopie. Meriam byla zadržena a obviněna z cizoložství v srpnu 2013 poté, co jeden člen rodiny údajně prohlásil, že se jej dopouští manželstvím s křesťanem. V únoru 2014 soud obvinění rozšířil o odpadlictví od víry.
Meriam 27. května 2014 porodila holčičku, při porodu měla podle tvrzení svého manžela nohy spoutané řetězy. Výkon trestu měl být nejméně o dva roky odložen. Po tu dobu měla zůstat i s dítětem ve vězení, kde u sebe měla i svého prvního syna v batolecím věku. Manželovi Meriam, na invalidní vozík upoutanému Danielu Wani, byla kvůli jeho křesťanskému vyznání odepřena možnost se o své děti starat.
Obhájci Meriam se proti rozsudku odvolali. Odporoval podle nich súdánské ústavě z roku 2005, která zaručuje svobodu vyznání, i mezinárodním úmluvám. Dne 31. května 2014 zástupce súdánského ministerstva zahraničí oznámil, že Meriam bude vbrzku propuštěna na svobodu. Její právní zástupce to však v rozhovoru pro britský Channel 4 označil za absurdní. Následujícího dne, 1. června 2014, súdánský ministr zahraničí zprávu o plánovaném propuštění popřel.
Dne 23. června 2014 byla Meriam obvinění zproštěna a propuštěna, ale už následujícího dne opět zatčena s celou rodinou, když se chystala odcestovat do USA. Podle jejího právníka byla obviněna z falšování úředních dokumentů. Na letišti měla použít jihosúdánský pas, který jí byl oficiálně vystaven jihosúdánskými úřady na základě státního občanství jejího manžela. Po neúspěšném pokusu o opuštění země zůstala na americké ambasádě v Chartúmu. Po intenzivním diplomatickém vyjednávání vedeném zástupcem italské vlády nakonec 24. července 2014 odcestovala italským vládním speciálem ze Súdánu do Itálie, kde se sešla s premiérem země Matteem Renzim a papežem Františkem.
1. srpna pak definitivně odcestovala do USA,, kde celá rodina plánuje žít ve státě New Hampshire.

## Protesty
Rozsudek vzbudil protesty některých zemí, OSN i organizace Amnesty International, která Meriam označila za vězně svědomí. Online petici za zmírnění trestu podepsalo přes 660 tisíc lidí.
Na stranu Meriam se postavila řada osobností veřejného života, např. britský premiér David Cameron, v ČR mj. Tomáš Halík. „Pokud by tento barbarský trest, odporující všem zásadám spravedlnosti a milosrdenství, byl vykonán, nejen Súdán tím pozbude práva nazývat se civilizovanou zemí, nýbrž opět tím celosvětově vážně utrpí pověst islámu a jeho vyznavačů,“ uvedl Halík.